# 1060-е годы
1060-е (ты́сяча шестидеся́тые) го́ды по юлианскому календарю — промежуток времени с 1 января 1060 года по 31 декабря 1069 года, включающий 1060 год 6-го десятилетия   и с 1061 по 1069 годы    7-го десятилетия XI века 2-го тысячелетия.  Они закончились 956 лет назад.

## Важнейшие события
- Нормандское завоевание Англии[1][2] (1066—1072; Вильгельм I; Англонормандская монархия). Битва при Гастингсе (1066).
- Взятие Новгорода полоцким князем и битва на реке Немиге (1067; первое упоминание Минска).
- Вторжение половецкого хана Шарукана (1068). Битва на реке Альте. Киевское восстание. Битва на реке Снове.

## Правители
- 1066 — восшествие на английский престол Гарольда II, последнего короля англосаксонской династии. В том же году Гарольд отразил нашествие короля Норвегии Харальда III Хардроде, но вслед за этим потерпел поражение и был убит в сражении при Гастингсе. В результате к власти в стране пришёл Вильгельм Завоеватель, основатель норманнской династии.
- 14 сентября 1068 — великим князем киевским стал Всеслав Брячиславич.